# 豊前貴士
豊前 貴士（とよまえ たかし、1987年4月21日 - ）は、トップチャレンジリーグ豊田自動織機シャトルズに所属するラグビー選手。

## プロフィール
- 群馬県出身[1]。
- ポジションはウィング(WTB)。
- 身長 177cm、体重 90kg
- ニックネームはハンガー。
- 7人制日本代表に選ばれたことがある[2]。

## 略歴
2006年、高崎商業高校卒業後、日本体育大学に入る。
2009年、ワールドゲームズの7人制日本代表に選ばれた。
2010年、日本体育大学卒業後、豊田自動織機シャトルズに加入。
2012年10月28日に行われたトップウェスト第4節のJR西日本レイラーズ戦に先発出場で公式戦初出場を果たす。